# Separatisme
|  | Aquest article tracta sobre el terme general. Si cerqueu el separatisme nacional, vegeu «Independentisme». |

El separatisme és una ideologia que promou la desunió d'una o diverses parts d'una entitat.
Els moviments separatistes són moviments socials de caràcter polític que aspiren a l'autonomia respecte a una institució política sota la qual està regulat un grup concret de ciutadans. Les raons per a la separació poden ser regionals, ètniques, lingüístiques, culturals, religioses, econòmiques, polítiques o la combinació d'algunes d'aquestes.

## Separatisme polític-administratiu
El separatisme polític persegueix la sobirania i la independència d'un territori o comunitat (normalment, formada per persones amb una consciència nacional) d'un altre de més gran. Un exemple el constitueixen les colònies en independitzar-se de la seva metròpoli. Els propis grups separatistes de vegades rebutgen aquesta denominació, ja que es considera pejorativa.
Els moviments separatistes habitualment utilitzen mètodes estrictament pacífics i dins de la legalitat constitucional. La província del Quebec al Canadà alberga un moviment separatista absolutament pacífic des d'aproximadament els anys 1960, amb un breu període d'excepció en la Crisi d'Octubre de 1970. Altres grups pacífics van aconseguir els seus objectius a Txecoslovàquia i a la Unió Soviètica. Singapur també es va escindir pacíficament de la Federació de Malàisia. Els Estats Confederats d'Amèrica només van acudir a la guerra l'any 1861 després d'una sèrie de secessions constitucionalment legals. A Mèxic va haver diversos moviments separatistes, alguns d'ells reeixits, permetent l'existència de la República de Califòrnia, la República de Texas, la República del Río Grande, la República de Yucatán i Les Províncies Unides de Centreamèrica. També van existir moviments en l'estat de Chiapas.
El separatisme també pot prendre la forma d'una reacció violenta a un cop militar passat, responent amb l'ocupació del terrorisme. Per tot el món, diversos moviments promouen el separatisme com l'«única» manera d'aconseguir el seu objectiu d'alliberament nacional. Entre ells s'inclouen a l'organització terrorista ETA a Espanya i França, als separatistes Sikhs a l'Índia durant la dècada dels 80, l'IRA a Irlanda des de la dècada de 1910, i el Front d'Alliberament del Quebec en els anys 1960. La seva estratègia de guerrilla pot degenerar en guerres civils, tal com les que es van donar a Txetxènia.

### Orígens i exemples de separatisme

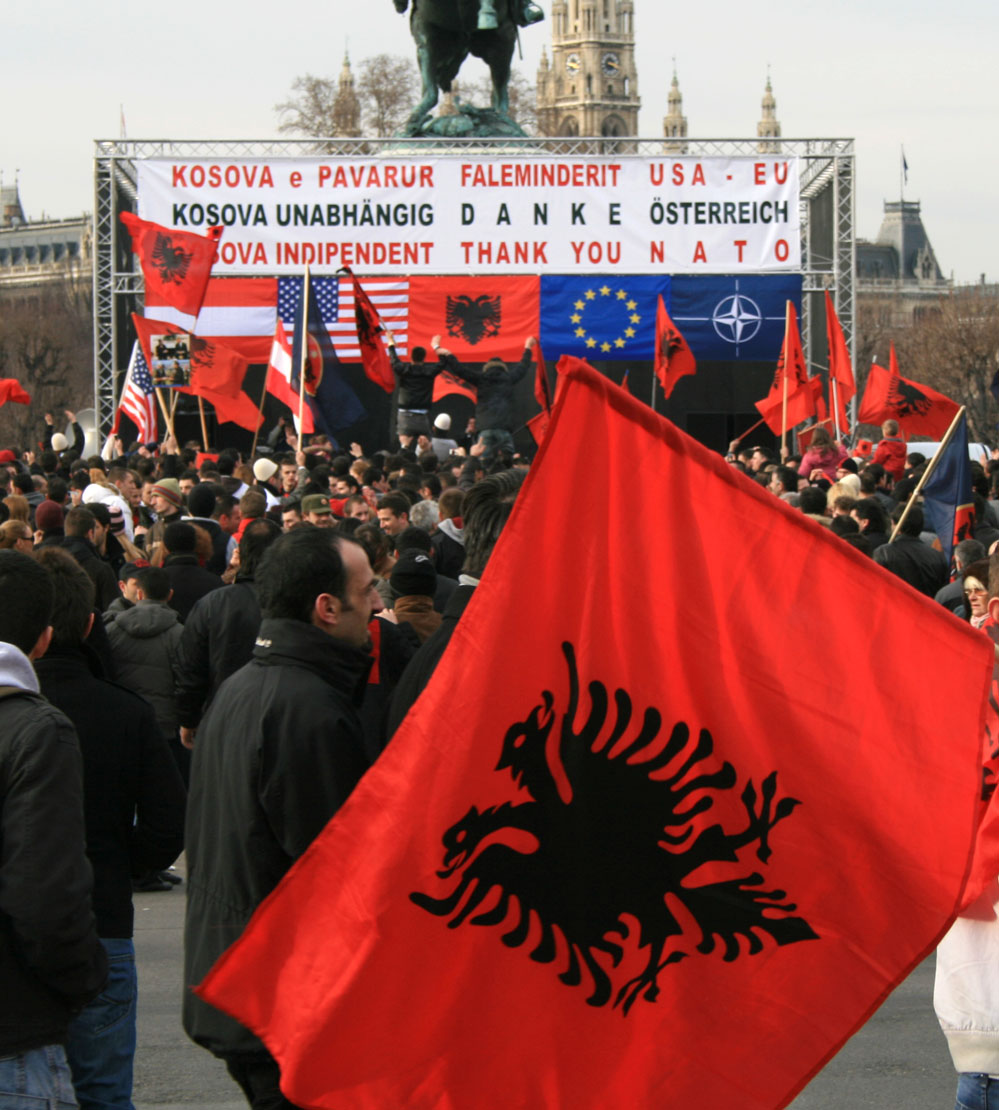
Celebració de la independència de Kosovo

Els moviments separatistes, en general, se sustenten en el nacionalisme de tal forma que el separatisme pot ser una part d'alguns moviments nacionalistes que poden oscil·lar ideològicament des de concepcions autonomistes o federalistes a posicions obertament separatistes.
Igualment, una sensació d'ineficàcia política i un desavantatge (o avantatge) econòmic exerceixen un paper important. Així, la ruptura de Txecoslovàquia va estar motivada en certa manera per factors econòmics: Eslovàquia era poc inclinada a abandonar part de la seva indústria pública, el gruix de la seva economia regional. Bohèmia i Moravia, les regions de la que seria la República Txeca, desitjaven experimentar amb la idea del lliure mercat.
Una altra causa important, és l'actitud centralitzadora de les capitals dels països, que a través de lleis i procediments sotmeten les seves províncies o estats a una espècie de colònies productores de riqueses llevant-les-hi de manera presumptament legal, la qual cosa podria derivar en un separatisme per causes econòmiques, ja que la majoria de les lleis emeses per la capital centralista, disminueixen cada vegada més les facultats dels estats o els donen molt poques competències, i per tant, la llibertat de la regió separatista per actuar segons els seus interessos és com més va més limitada.
Quebec també és un exemple de com la marginació política pot derivar en aspiracions separatistes. Durant tot el primer segle d'existència de la Confederació Canadenca, des de 1867, una petita minoria d'habitants anglófonos de Mont-real va dominar la política i l'economia de la província. El rebuig a aquest statu quo va culminar amb la creació dels primers grups separatistes en els anys 1960 i 70.
Espanya també és un país on es troben diferents separatismes. El nacionalisme basc i el nacionalisme català reivindiquen la separació d'Espanya i França, reclamant territoris pertanyents actualment a aquests dos estats com a part d'Euskal Herria i dels Països Catalans respectivament.
Pel que fa a l'independentisme basc, al voltant dels anys 70, van sorgir una sèrie de moviments a favor d'aconseguir el separatisme per la via armada, incloent el terrorisme, com ara l'organització terrorista ETA o la seva antiga branca política ETA-PM. Cap d'aquests grups no estan en actiu en l'actualitat. A Catalunya van sorgir dos grups terroristes armats anomenats EPOCA i Terra Lliure, aquest últim es va dissoldre l'any 1995 després de 15 anys d'activisme. Destaquen també el nacionalisme gallec i l'aragonès però en menor mesura. A més, a Espanya existeixen altres nacionalismes històrics com l'andalús, el castellà, el nacionalisme canari i el valencià.
Les nacions del nord de la Península Itàlica van mantenir la seva independència durant segles (per exemple, el Vèneto va tenir una identitat separada d'ençà el segle X fins al XIX com a República de Venècia; Ligúria es va mantenir independent durant gairebé set segles com a República de Gènova). El separatisme de la Itàlia septentrional no només té arrels econòmiques, sinó també lingüístiques i culturals. Existeixen també moviments separatistes a Sicília i Sardenya.
A l'Amèrica Llatina un exemple de separatisme va ser La Cosiata, un moviment polític que va esclatar a la ciutat de València (Veneçuela) dut a terme pel general José Antonio Páez el 30 d'abril de 1826, amb la finalitat de separar Veneçuela de la Gran Colòmbia.

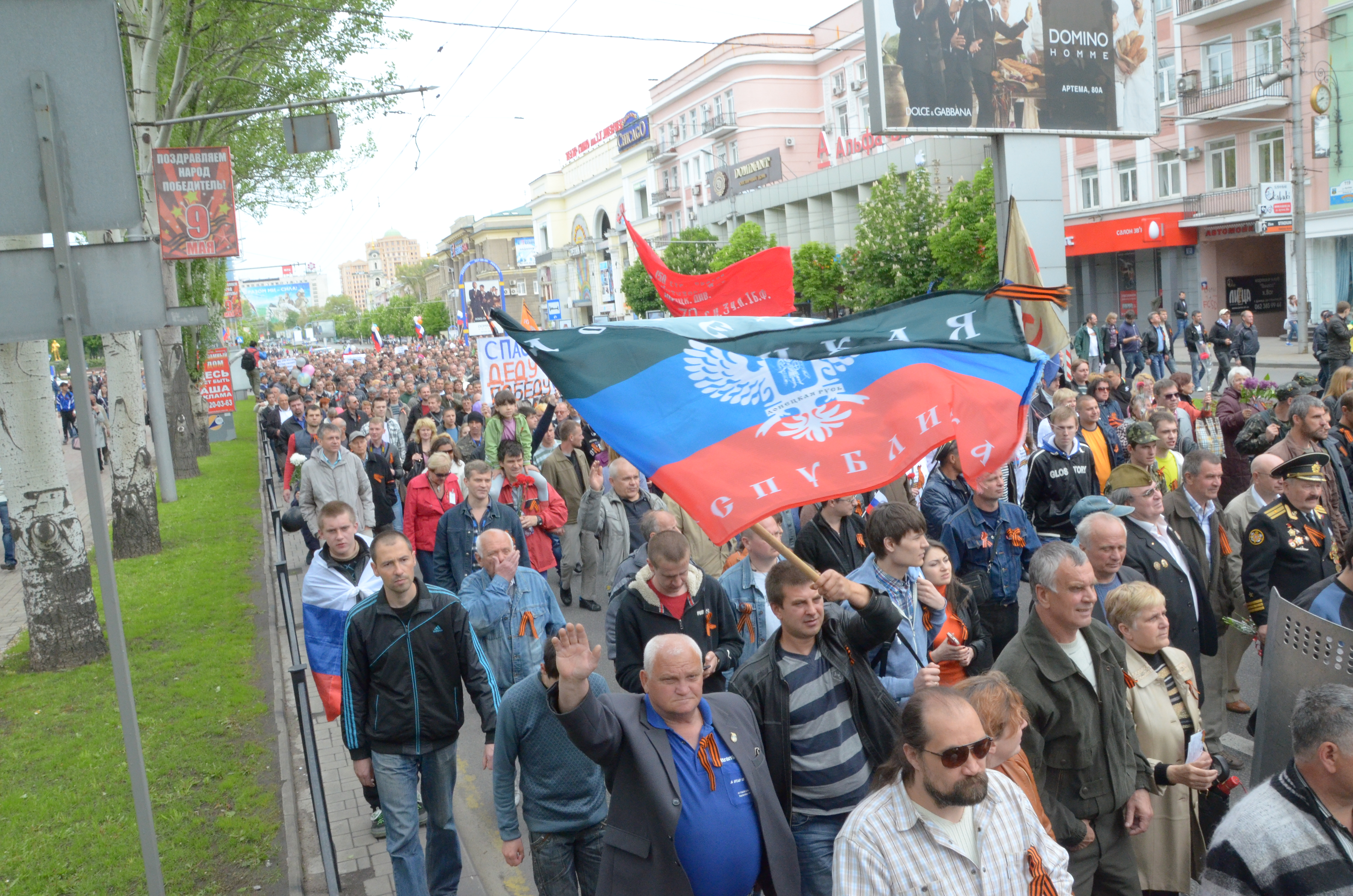
República Popular de Donetsk

A Bolívia van sorgir també grups separatistes, sobretot en el departament de Santa Cruz al capdavant i la resta de la regió de l'est de Bolívia, ja que aquestes regions han estat denominades per alguns grups com la Nació Camba. Però no s'ha de confondre autonomia amb la Nació Camba, ja que l'autonomia és alguna cosa similar a les Comunitats Autònomes d'Espanya mentre que el terme Nació Camba fa referència a la secessió de facto o directa de l'Estat de Bolívia.
A Equador hi ha grups separatistes que reclamen els territoris de la costa Equatoriana com a part de l'antiga Provincia Libre de Guayaquil, república independent des de 1820 a 1822. Els seus territoris comprenien des de la regió d'Esmeraldas fins a Tumbes, al Perú incloses les illes Galápagos, aquests grups guayaquilencs reclamen la seva independència argumentant que la seva annexió a la Gran Colòmbia va ser "manu militari", és a dir, per la força de la invasió militar de Simón Bolívar. Per tant, l'entitat jurídica Província Lliure de Guayaquil encara existeix i sobre la base del principi de uti possidetis iure els seus territoris segueixen sent els mateixos que durant el període presidencial de José Joaquín de Olmedo. A més, es basen en articles aprovats en una constitució realitzada per Olmedo en què s'estableix que els guayaquilencs, com a nació, es reserven el dret de pertànyer i formar part a qualsevol gran associació sud-americana que escullin i, per tant, està implícit el dret a deixar de pertànyer i formar part de l'Equador quan així ho vulguin.
La separació de Panamà va ser un moviment sorgit com a conseqüència de la no ratificació per part del senat de Colòmbia del Tractat Herrán-Hay, Estats Units va donar suport als separatistes panamenys amb la intenció de la construcció del canal a l'istme.

Bandera independentista de Baixa Califòrnia (1854-present).

A Mèxic sorgeixen grups separatistes, com els intents de la independència o l'anexionisme a la regió del nord-est de Mèxic que té antecedents molt remots. En els anys 1750, una família terratinent de l'estat de Coahuila, els Sánchez Navarro, promovia la creació d'una república en aquesta zona i les zones limítrofes, arribant la seva influència fins als actuals estats de Durango, Zacatecas, Tamaulipas, San Luis Potosí, Nuevo León, Coahuila i Texas als Estats Units. Aquesta idea independentista neix de l'anhel de convertir els antics regnes en províncies autònomes davant les corts de Cadis.
A Àsia un exemple és el cas del Tibet, que al 2008 va demanar la seva independència i va acusar la Xina de repressió. Fins i tot hi va haver enfrontaments que van provocar lesions físiques severes, i van amenaçar amb bloquejar el recorregut de la torxa olímpica dels Jocs Olímpics de Pequín 2008.

### Tipologia
La història mostra un ampli aspectre d'activitats i sentiments separatistes:
- Alguns moviments alcen les armes en guerres convencionals. Molts països americans van aconseguir així la seva independència des d'aproximadament 1780 a 1830.
- En altres ocasions, a falta de recursos suficients per emprendre una guerra oberta, els moviments separatistes recorren a tàctiques de guerrilla. El separatisme txetxè va derivar en aquesta direcció després del fracàs de la guerra oberta al Caucas. Els espanyols van recuperar la seva independència d'aquesta manera després de la invasió napoleònica de 1812.
- Els moviments separatistes violents i minoritaris recorren a tàctiques de terrorisme, diferents de les anteriors (guerrilla) en què l'actuació violenta no es desenvolupa en el terreny contra forces oponents, sinó entre la població civil del territori, i, de vegades, contra aquesta població civil mateixa. Exemples d'aquest terrorisme separatista són el basc d'ETA o el nord-irlandès de l'IRA.

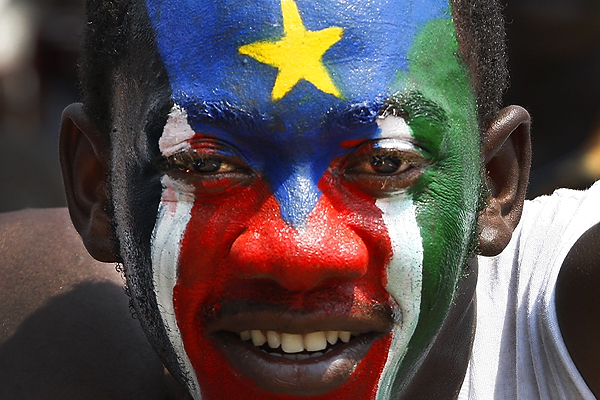
Referèndum sobre la independència de Sudan del Sud de 2011

- En els casos en què una força invasora ostenta un poder ferri i unes capacitats molt superiors, els moviments separatistes tenen poques opcions excepte la d'ocultar-se en forma de resistència. Les autoritats tsaristes a Polònia durant el segle xix van donar molt poques possibilitats als rebels polonesos d'usar armes, a més de reprimir l'ús de la seva llengua i la pràctica de les seves activitats culturals en públic. No obstant això, el separatisme polonès en sòl rus no va decaure, sinó que va esperar temps més favorables.
- De vegades, el separatisme pot perseguir els seus objectius a través de la legalitat constitucional, normalment amb una representació parlamentària. L'Índia és el clàssic exemple d'ús de la resistència passiva per promoure el separatisme i la independència política. La filosofia i metodologia de Mahatma Gandhi va demostrar la seva vàlua en aquest camp.
- El separatisme a través de la distinció cultural pot perforar una hegemonia supranacional. El separatisme de Cornualla ha obrat així sovint, i va demostrar ser eficaç a la regió bàltica després de la Primera Guerra Mundial
- El separatisme recolzat per intel·lectuals ha sorgit en diversos llocs com Cascàdia, una porció de la costa oest d'Amèrica del Nord particularment rica en diversitat natural.
- Un sentiment temporal o intermitent de desafecció amb una situació nacional o regional pot desembocar en un separatisme oscil·lant que aflora i decau en popularitat. La regió de Nova Anglaterra en Nova Gal·les del Sud il·lustra un cas d'aquest tipus.
- El separatisme de micronacions no és considerat una amenaça seriosa per a la unitat dels territoris. Llocs com la Província del Riu Hutt o Sealand van declarar la seva independència formant parlaments i promulgant constitucions, van emetre segells i paper moneda, passaports,... sense realment ser presos seriosament pel poder metropolità o canviar l'equilibri de vots en les Nacions Unides. Aquests casos van poder servir com a vehicle de protesta econòmica o política sense necessàriament amenaçar la integritat de facto de l'estat nació.
- A les Filipines també han sorgit moviments separatistes com el FMLI i l'agrupació musulmana dels xeics a l'illa de Mindanao. Intenten separar algunes regions o províncies d'aquesta illa.

### Separatismes oscil·lants
El separatisme varia de forma, força i direcció al llarg del temps. Bèlgica va lluitar una sagnant guerra per la seva independència l'any 1830, però en la segona meitat del segle xx va ser un dels països fundadors de la multinacional Unió Europea. El separatisme texà va ser una realitat el 1836, i va declinar amb l'annexió als Estats Units l'any 1845, però el grup República de Texas manté viva la pretensió d'independència avui en dia. Els indis, abans de 1947, reivindicaven el seu propi rajá, però més tard van experimentar el separatisme islàmic amb la formació del Pakistan, que al seu torn va ser víctima del separatisme bengalí i la independència de Bangladesh. El romanticisme del desig constant i inherent d'aconseguir la consolidació nacional no sempre reflecteix el curs dels esdeveniments, almenys fins al present, com és el cas encara latent de Puerto Rico i l'objectiu de la independència nacional que persegueix el Partit Independentista de Puerto Rico.

## Separatisme religiós
Els grups religiosos els membres dels quals creuen que no haurien d'interactuar amb ningú excepte amb els seus correligionaris tendeixen a fer fallida i formar sectes. El separatisme religiós ha arribat a ser un tret particular d'algunes esglésies protestants en les quals el govern eclesiàstic i l'autoritat teològica resideixen a nivell congregacional local. Comparen el paisatge religiós de l'Europa del segle xv amb el d'Amèrica del Nord al segle XX i veuen el culte com una potencial arma de separació.
Els que defensen la separació de l'Església i l'Estat sovint s'autodenominen "separacionistas".

## Separatisme sexual o de gènere
Existeixen també moviments que apel·len a la separació de les persones d'un sexe o un altre, o d'una identitat o opció sexual, en comunitats aïllades o que eliminen o redueixen la seva interacció amb subjectes no pertanyents al seu propi grup.
Els casos més destacats són el separatisme feminista i la seva contrapart masculina el MGTOW. En el primer cas, planteja que l'oposició feminista als rols de gènere tradicionals es pot aconseguir mitjançant la separació de les dones dels homes. A causa que gran part de les teories feministes es basen en el feminisme lèsbic, el separatisme feminista sovint és considerat com una extensió del primer, però molts aspectes del moviment feminista utilitzen i han estat influenciats pel separatisme feminista general.
En el segon cas, traduïble com a "homes que segueixen el seu propi camí", es refereix a grups conformats gairebé exclusivament per homes, que ostenten com a principi evitar qualsevol relació afectiva amb les dones, ja que consideren que són abusives i basades en l'interès. Va sorgir i es va expandir a través de llocs web i mitjans socials, que formen el que popularment es denomina manosfera. Aquest moviment justifica els seus punts de vista i fonamenta la seva retòrica en les seves pròpies interpretacions de la teoria de l'evolució i del biologisme.